# Eronyxa expansus
Eronyxa expansus es una especie de coleóptero de la familia Trogossitidae.

## Distribución geográfica
Habita en los Estados Unidos.